# بني عيسى (حفاش)

تعديل مصدري - تعديل

بني عيسى هي إحدى قرى عزلة الملاحنة بمديرية حفاش التابعة لمحافظة المحويت، بلغ تعداد سكانها 162 نسمة حسب تعداد اليمن لعام 2004.